# Josef Holstein-Ledreborg
Josef Johannes Ignatius Maria lensgreve Holstein-Ledreborg (5. september 1874 på Ledreborg – 4. maj 1951) var en dansk godsejer.
Han var søn af lensgreve og konseilspræsident Ludvig Holstein-Ledreborg og hustru Henriette født de Løvenørn, blev student fra Sankt Andreas Kollegium 1895, dr.polit. og kaptajn i fodfolkets reserve. Han blev besidder af Grevskabet Ledreborg 1912 og var efter dettes afløsning 1926 ejer af Ledreborg Gods. Han var hofjægermester og Ridder af Dannebrog.
I 1939 stillede han op for Venstre i Gentoftekredsen til folketingsvalget mod den konservative Povl Drachmann, men måtte se sig slået.
Holstein blev gift 30. november 1918 på Ovesholm i Skåne med Louise Christina komtesse Hamilton (12. februar 1887 på Ovesholm - 26. april 1974), datter af greve Raoul Gustaf Hamilton (1855-1931) og hustru Christina Louise født friherreinde Beck-Friis (1856-1929).